# Brun HT
Le brun HT, aussi appelé brun chocolat HT ou E155, est un colorant azoïque synthétique dérivé du naphtalène. Ce composé pétrochimique renferme une partie naphtalénique liée à un sel d'acide ou d'ester sulfonique. Il est utilisé pour substituer le cacao ou le caramel comme colorant.

## Interdictions
Le brun HT est soupçonné d'être cancérogène. Il est interdit comme additif alimentaire aux États-Unis et au Canada. Il a été interdit en France avant d'être réautorisé par les directives européennes.
Il est en revanche utilisé dans presque toutes les grandes marques de lait aromatisé au chocolat en Australie[réf. nécessaire].